# Melanophthalma manipurensis
Melanophthalma manipurensis is een keversoort uit de familie schimmelkevers (Latridiidae). De wetenschappelijke naam van de soort werd in 2004 gepubliceerd door Pal.